# Achtste-groepers huilen niet (film)
Achtste-groepers huilen niet is een Nederlandse kinder-/familiefilm gebaseerd op een waargebeurd verhaal. Hij is geregisseerd door Dennis Bots en het filmscenario is geschreven door Karen van Holst Pellekaan. De film verscheen op 15 februari 2012 in de Nederlandse bioscopen.
Het is een verfilming van het gelijknamige boek van Jacques Vriens. 
De titelsong "Dit pakt niemand ons meer af" wordt gezongen door Kim-Lian van der Meij.

## Rolverdeling
Hoofdrollen
| Acteur             | Personage        | Opmerkingen                                                                                            |
| ------------------ | ---------------- | --- |
| Hanna Obbeek       | Akkie            | Hanna Obbeek heeft voor haar rol in de film haar haar af laten scheren.                                |
| Nils Verkooijen    | Joep             | |
| Fiona Livingston   | Elise            | Beste vriendin van Akkie.                                                                              |
| Bram Flick         | Laurens          | |
| Amin Belyandouz    | Brammetje        | |
| Eva Van der Gucht  | Juf Ina          | |
| Johanna ter Steege | Moeder van Akkie | Johanna ter Steege is zowel in de film als in het dagelijkse leven de moeder van Hanna Obbeek (Akkie). |
| Reinout Bussemaker | Vader van Akkie  | |
| Loek Peters        | Dokter Snor      | de behandelende arts van Akkie                                                                         |
| Chrisje Comvalius  | Afida            | |
| Xander Straat      | Meester Henk     | |

Bijrollen
| Acteur              | Personage            |
| ------------------- | -------------------- |
| Genio de Groot      | Huisarts             |
| Hanna Verboom       | Zuster Rebecca       |
| Lieke van Lexmond   | Zuster Louisa        |
| Mattijn Hartemink   | Vader van Joep       |
| Lucas Dijker        | Rico                 |
| Lea Vlastra         | Tamara               |
| Kaltoum el Fan      | Moeder van Brammetje |
| Renee de Graaff     | Christel             |
| Bram van der Hooyen | Frenklin             |
| Wendy van den Top   | Verpleegster         |
| Jacques Vriens      | Man op fiets         |
| Manuel Venderbos    | Coach                |